# Tribunal paritaire des baux ruraux
En droit français, le tribunal paritaire des baux ruraux est la juridiction compétente pour statuer sur les affaires relatives aux exploitations agricoles.
Son siège se trouve au tribunal judiciaire. Il est régi par le titre 9 du livre 4 du code rural et de la pêche maritime. 

## Histoire
Le tribunal paritaire des baux ruraux est issu de la loi du 4 septembre 1943 qui instituait des commissions paritaires de conciliation et de jugement en la matière. L'ordonnance du 4 décembre 1944 instaure un double degré avec une commission de première instance et une commission paritaire d'arrondissement, et elle confie la présidence de ces organes à des magistrats. Finalement, le décret du 22 décembre 1958, dans le cadre de la réforme judiciaire, leur donne le nom actuel, supprime les juridictions d'appel spécifique et attribue les appels à la cour d'appel. 

## Compétence
Le tribunal paritaire des baux ruraux juge les litiges entre un propriétaire et l'exploitant de terres ou de bâtiments agricoles.
Il est compétent pour les litiges qui opposent bailleurs et preneurs de biens ruraux.
Par exemple :
- un litige concernant un bail rural ;
- un litige sur le montant du loyer du fermage ;
- un litige sur la durée du louage d'une terre d'exploitation ;
- etc.

Selon l'importance du litige, il statue en premier ressort et dernier ressort jusqu'à la valeur de 5 000 €, ou en premier ressort à charge d'appel.

## Composition
Le tribunal est composé :
- d'un juge du tribunal judiciaire qui préside les audiences ;
- de quatre juges citoyens français âgés de plus de 26 ans, ayant depuis cinq ans la qualité de bailleur ou de preneur, non professionnels élus : deux représentants des propriétaires (bailleurs) et deux représentants des exploitants (preneurs)[2].